# Lange Gasse 26 (Quedlinburg)

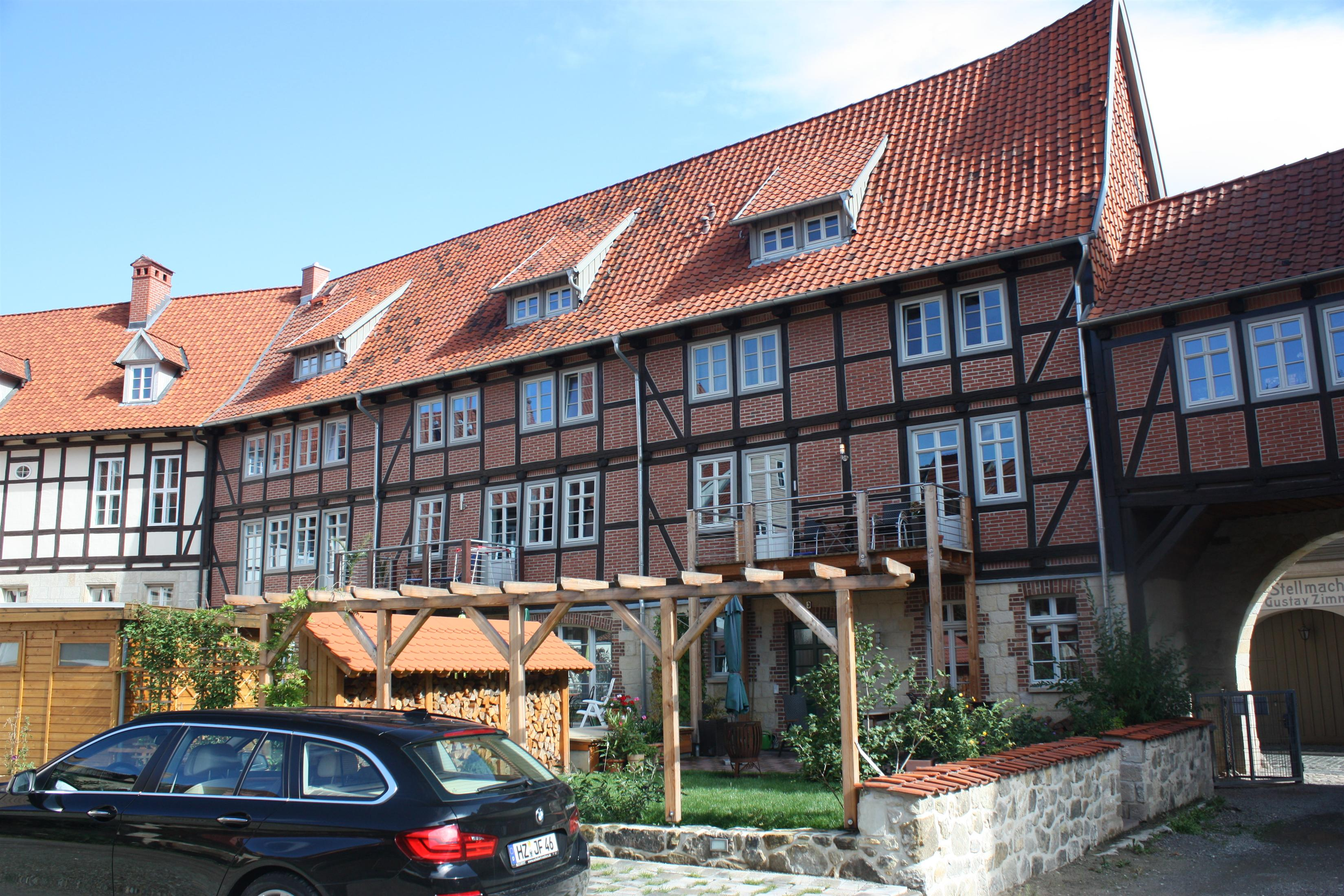
Wohnhaus Lange Gasse 26, Hofseite

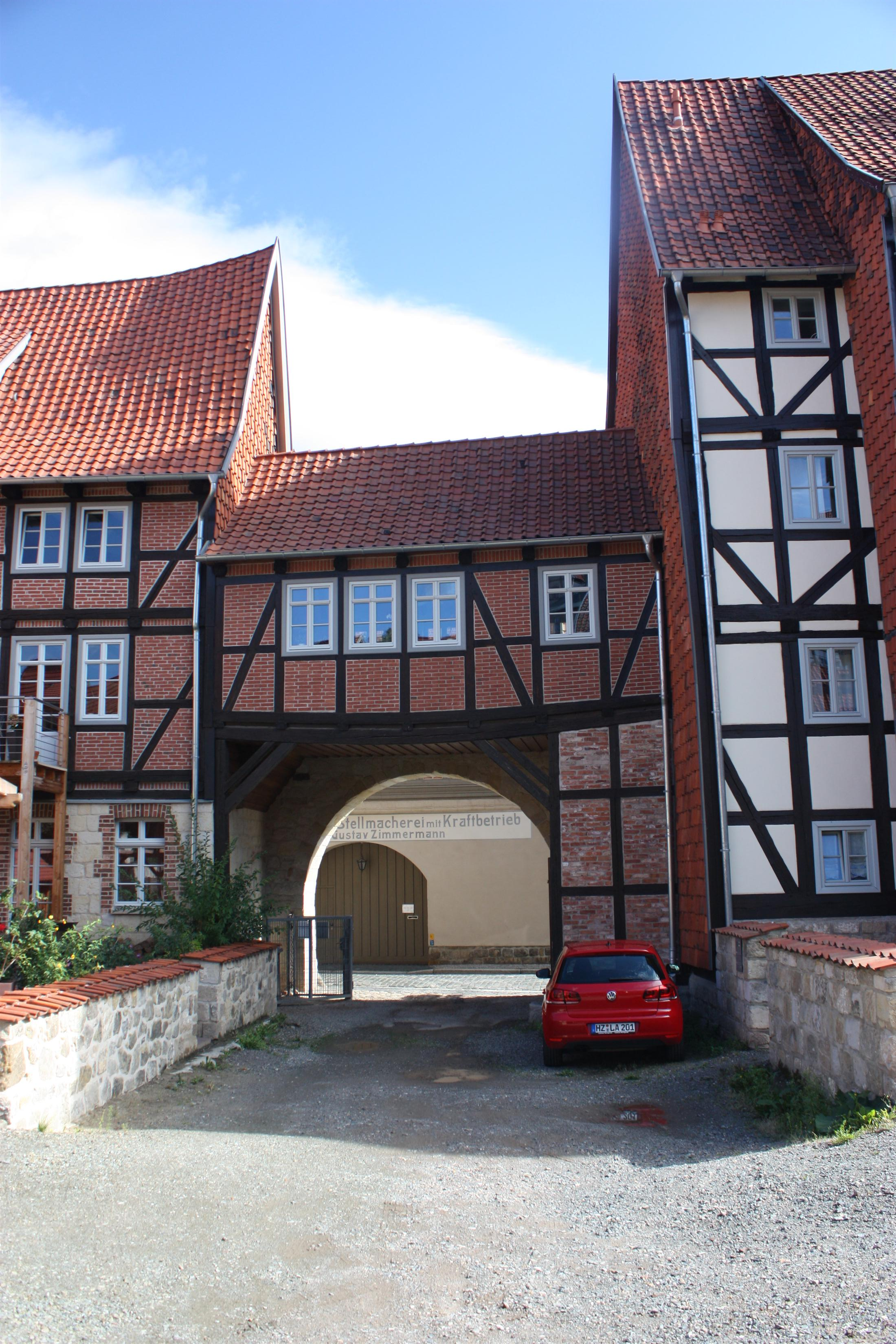
Hofeinfahrt, Hofseite

Das Anwesen Lange Gasse 26 ist eine denkmalgeschützte Hofanlage in Quedlinburg in Sachsen-Anhalt.

## Lage
Der im Quedlinburger Denkmalverzeichnis als Kaufmannshof eingetragene Hof befindet sich im Quedlinburger Stadtteil Westendorf an einer Straßeneinengung der Langen Gasse und gehört zum UNESCO-Weltkulturerbe. Östlich grenzt das gleichfalls denkmalgeschützte Haus Lange Gasse 25, westlich der Vitzthum von Eckstedtsche Freihof an.

## Architektur und Geschichte
Der heutige dreigeschossige Bau entstand um 1800 vermutlich unter Einhaltung mittelalterlicher Grundstücksgrenzen. Möglicherweise verfügte die vorhergehende Bebauung über eine Eigenbefestigung. Am Ostende der straßenseitigen Bebauung befindet sich eine im 17./18. Jahrhundert errichtete steinerne als Rundbogen angelegte Hofeinfahrt sowie eine kleine Pforte. Auf die Einfahrt wurde ein Fachwerkgeschoss aufgesetzt. Das untere Geschoss ist in massiver Bauweise aus Sandsteinquadern ausgeführt. Die oberen Stockwerke entstanden in Fachwerkbauweise. Bedeckt ist das Gebäude durch ein hohes Satteldach. Die Fassade des Hauses folgt der Straßeneinengung und ragt so in die Straßenflucht hinein.